# Triplophysa stoliczkai
Triplophysa stoliczkai är en fiskart som först beskrevs av Steindachner, 1866.  Triplophysa stoliczkai ingår i släktet Triplophysa och familjen grönlingsfiskar. Inga underarter finns listade i Catalogue of Life.